# Make Love, Not Warcraft
Make Love, Not Warcraft is aflevering 147 (#1008) van de animatieserie South Park. In Amerika werd deze aflevering voor het eerst uitgezonden op 4 oktober 2006.
"Make Love, Not Warcraft" is een parodie op de populaire MMORPG World of Warcraft. De aflevering won een Emmy Award.

In Wrath of the Lich King heeft Blizzard Entertainment een achievement toegevoegd aan het spel namelijk Make Love, Not Warcraft. De speler kan deze achievement verkrijgen door een dode vijand met middel van emoticons te knuffelen (/hug).

## Verhaal
De jongens spelen World of Warcraft, maar worden constant gedood door een "griefer", genaamd Jenkins. Ook Stans vader Randy raakt geïnteresseerd in het spel, maar ook hij wordt al snel gedood door de griefer. Wat de jongens ook proberen, ze kunnen de griefer niet verslaan. Terwijl de meeste kinderen steeds minder zin krijgen in het spel, geeft Cartman niet op en hij spoort Stan, Kyle en Kenny aan om door te spelen. De daaropvolgende twee maanden spelen de vier jongens 21 uur per dag (om het benodigde level te halen moeten de jongens zeven weken, vijf dagen, dertig uur en twintig minuten spelen en maar drie uur per dag slapen.) Ze spelen op vier computers die bij Eric aangesloten zijn, en Erics moeder zorgt voor eten en sanitaire hulp. Door het doden van wilde zwijnen verdienen ze maar langzaam punten, maar na twee maanden zijn hun personages al flink gegroeid. Ook de makers van het spel, Blizzard Entertainment, hebben de kinderen opgemerkt en zij zien dit als de kans om de griefer, die bezig is alle personages te doden, te verslaan.
Ze besluiten het "Sword of a Thousand Truths" in te zetten in de strijd tegen de griefer. Ze gaan naar Stans huis, maar Stan is bij Cartman aan het computeren. Vervolgens gaan ze samen met Randy op weg naar de "Best Buy", waar Randy met zijn eigen personage het zwaard aan Stan geeft, die samen met de anderen al een tijd aan het vechten was met de griefer. Nadat het zwaard is overhandigd wordt Randy ook vermoord door Griefer. Stan wordt boos en met zijn hulp wordt de griefer tegen de grond geworpen met het zwaard. Uiteindelijk is het Cartman die de genadeklap mag geven en al snel worden ze toegejuicht door de overige spelers. De aflevering eindigt als Cartman tot de conclusie komt dat ze nu eindelijk het spel kunnen spelen zoals het hoort.

## Kenny's dood
Kenny zelf gaat niet dood in deze aflevering, maar Kenny´s personage wordt wel meerdere keren vermoord door de griefer.